# Мішель ван де Корпут
Мішель ван де Корпут (нід. Michel van de Korput, ˈmi.ʃɛl vɐn də ˈkɔr.pʏt, нар. 18 вересня 1956, Дриммелен) — нідерландський футболіст, захисник.
Насамперед відомий виступами за клуб «Феєнорд», а також за національну збірну Нідерландів.

## Клубна кар'єра
У дорослому футболі дебютував у 1974 році виступами за команду клубу «Феєнорд», в якій провів шість сезонів, взявши участь у 134 матчах чемпіонату. Більшість часу, проведеного у складі «Феєнорда», був гравцем захисту основного складу команди.
Згодом з 1980 до 1989 року грав у складі команд клубів «Торіно», «Феєнорд», «Кельн» та «Жерміналь-Екерен».
Завершив професійну ігрову кар'єру у нижчоліговому клубі «Капеллен», за команду якого виступав протягом 1989—1991 років.

## Виступи за збірну
У 1979 році дебютував в офіційних матчах у складі національної збірної Нідерландів. Протягом кар'єри у національній команді, яка тривала 7 років, провів у формі головної команди країни 23 матчі.
У складі збірної був учасником чемпіонату Європи 1980 року в Італії.

## Титули і досягнення
- Чемпіон Нідерландів (1):

«Феєнорд»: 1983-84
- Володар Кубка Нідерландів (2):

«Феєнорд»: 1979-80, 1983-84